# Aranyho lavička
Lavička Jánose Aranyho, též známa jako Aranyho lavička, byla v roce 1906 postavena v lázeňských lesích města Karlovy Vary na počest významného lázeňského hosta, maďarského básníka Jánose Aranyho.

## János Arany

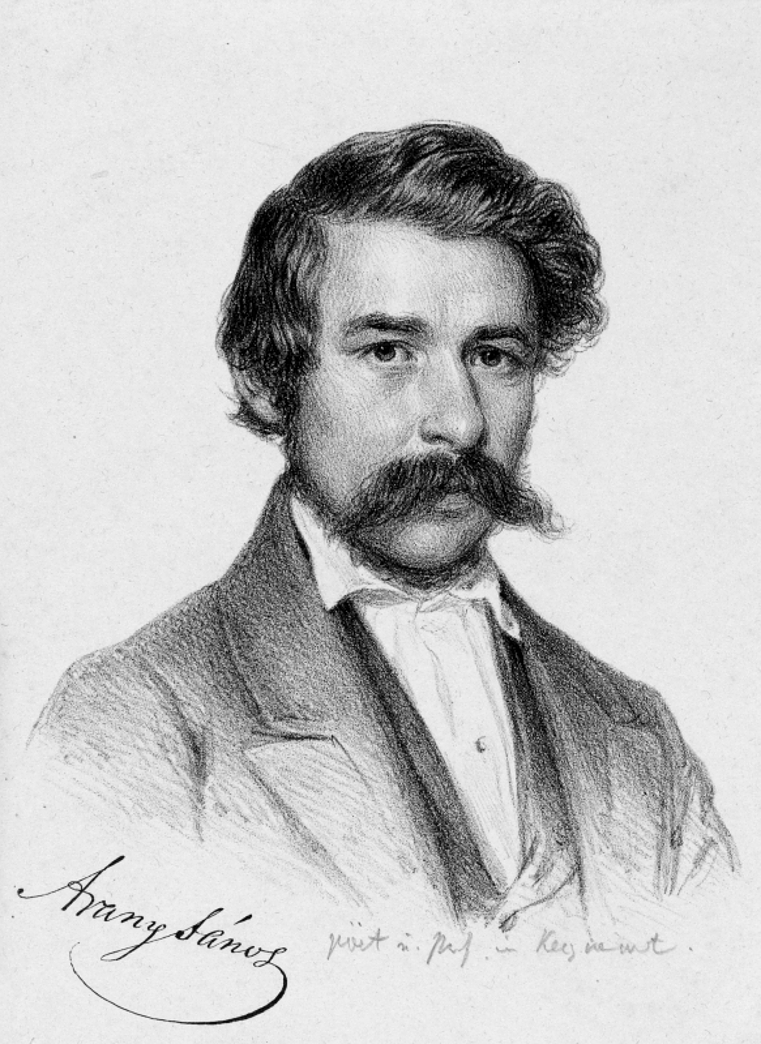
Asi rok 1850

János Arany (1817–1882) byl maďarský básník, literární teoretik a překladatel, jedna z nejvýznamnějších postav maďarské literatury. Pocházel z chudé protestantské rodiny. Byl považován za zázračné dítě (již ve 14 letech získal místo pomocného učitele) a přes neutěšené rodinné zázemí se mu dostalo všestranného vzdělání; v dospělosti pak zvládal latinu, řečtinu, němčinu, angličtinu a francouzštinu. Je autorem mistrovských děl i originálních překladů z těchto jazyků.

### János Arany v Karlových Varech
V Karlových Varech býval jedním ze vzácných návštěvníků druhé poloviny 19. století. Na prvním lázeňském pobytu zde byl v roce 1869 a zdejší krajina i lázeňské město mu učarovaly. Již při této návštěvě přeložil do maďarštiny Ódu na Vřídlo Bohuslava Hasištejnského z Lobkovic. Byl nadšen úspěšným léčením a přijížděl pak každoročně až do roku 1876. Býval ubytován na Zámeckém vrchu v domě č. 429/4, tedy v blízkosti karlovarských lázeňských lesů, kam často chodíval. Zde vznikla také jeho báseň Toldiho láska (Toldi szerelme), která má přední místo v maďarské literatuře. Arany v básni též popisuje objevení karlovarských pramenů Karlem IV. a vzdává hold těmto léčivým vodám. Dochovala se Aranyho poznámka ke karlovarským léčebným pramenům: „Kdyby vody nebyly lepší než doktoři, byli bychom ztraceni.“
Na domě č. 429/4 na Zámeckém vrchu byla v roce 1957 Jánosi Aranymu odhalena pamětní deska v českém jazyce. V březnu 2024 byla na stejném místě osazena nová, dvojjazyčná pamětní deska, v češtině i maďarštině.

## Historie lavičky

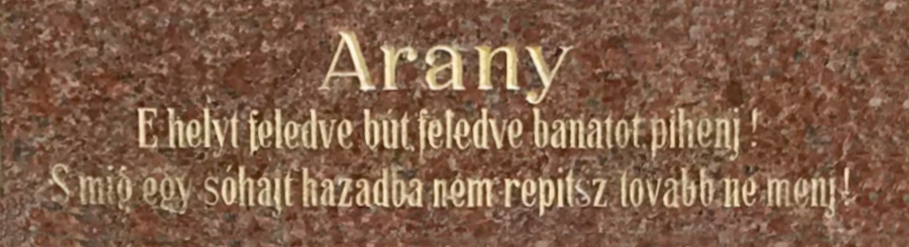
Maďarský nápis na opěradle lavičky

Aranyho lavička byla postavena v roce 1906 na počest významného maďarského básníka. Nechal ji zhotovit maďarský host a básníkův obdivovatel Lajos Králik.

## Popis lavičky
Kamenná lavice s nápisem se nachází jihozápadně od města v lázeňských lesích v sedle pod Výšinou přátelství na rozcestí několika lesních cest, mj. Odpolední horní, Chopinovy a Findlaterovy.

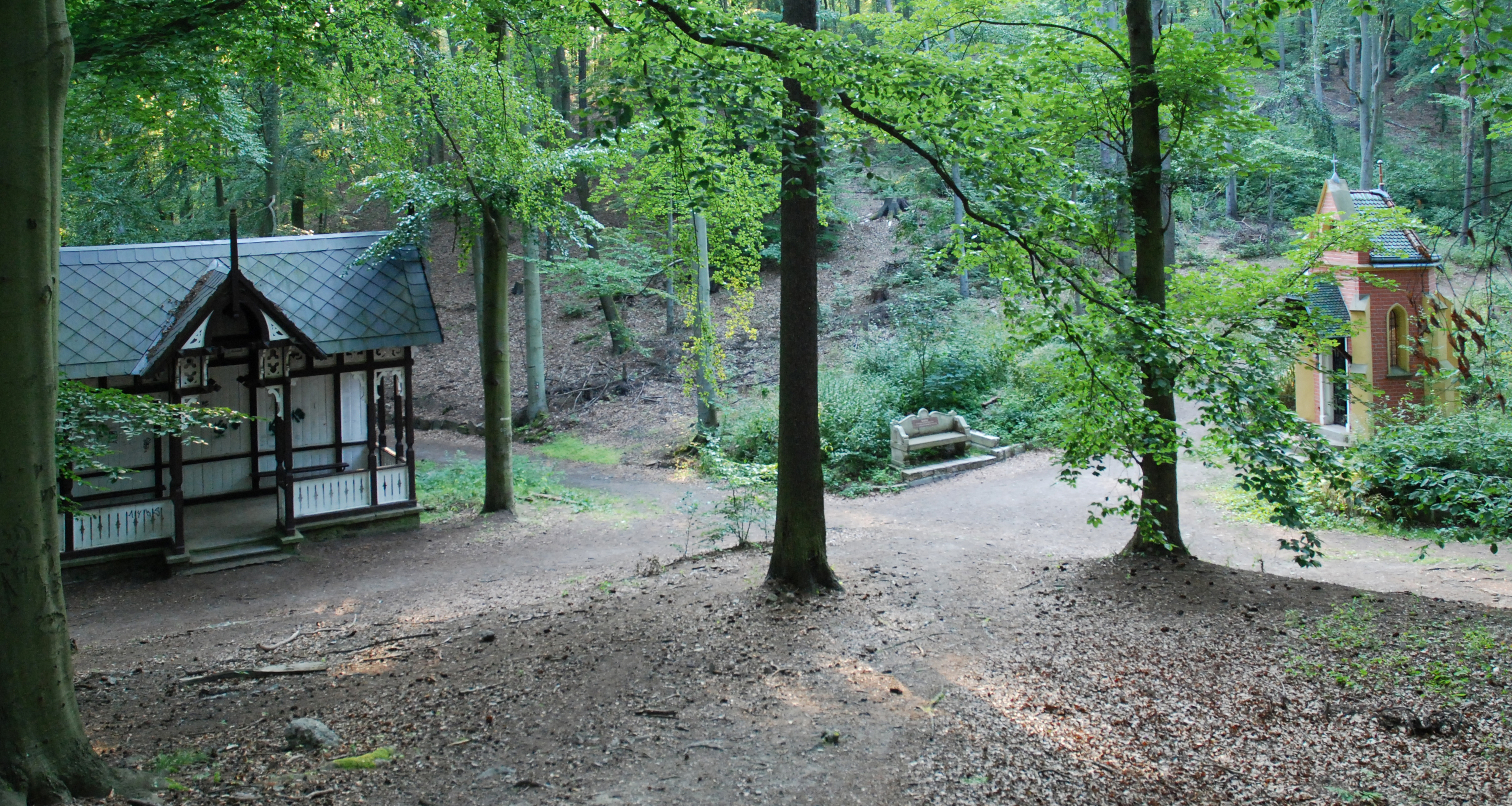
Tři objekty u rozcestí – kaple Ecce homo, Chopinův altán a Aranyho lavička

U téhož rozcestí stojí dvě další významné stavby karlovarských lázeňských lesů – kulturní památka kaple Ecce homo z roku 1900 a dřevěný Chopinův altán.